# Boechera serotina
Boechera serotina är en korsblommig växtart som först beskrevs av E.S. Steele, och fick sitt nu gällande namn av Windham och Al-shehbaz. Boechera serotina ingår i släktet indiantravar, och familjen korsblommiga växter. Inga underarter finns listade i Catalogue of Life.

## Bildgalleri

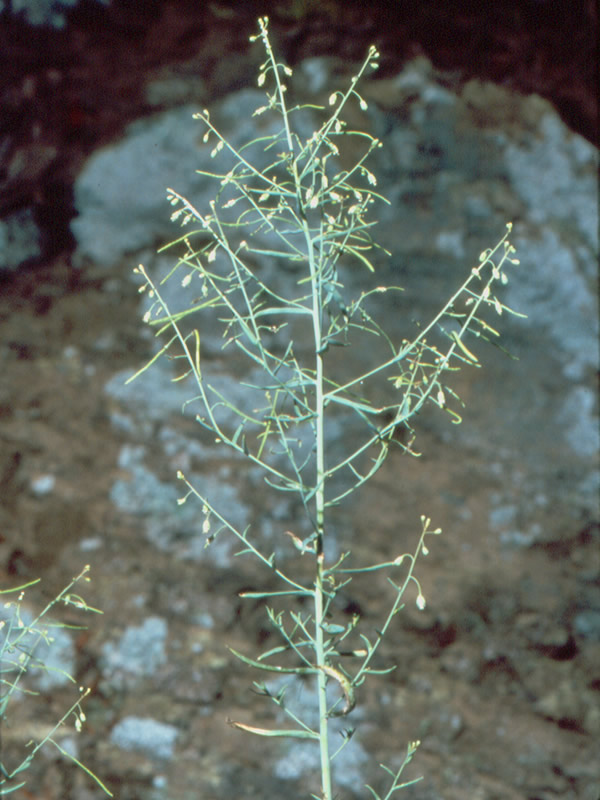